# Johan Fritz
Johan Fritz är sedan den 1 maj 2018 stadsdirektör i Jönköpings kommun. Fritz har gått utbildning på Förvaltningshögskolan. Han har tidigare arbetat som stadsdelsdirektör för stadsdelsnämnden Norra Hisingen i Göteborgs kommun, som han tillträdde den 1 oktober 2016. Innan sin post som stadsdelsdirektör för Norra Hisingen arbetade han som kommunchef på Tjörns kommun, och innan dess som dito i Lilla Edets kommun. Han har också varit ekonomichef i Göteborgs kommun.